# Біласа-да-Дал
Віласар-де-Дальт, раніше також називався Сан-Гінес-де-Віласар (Vilassar de Dalt) — муніципалітет у Каталонії, Іспанія. Він належить до провінції Барселона і розташований в регіоні Ель-Маресме, розташованому між муніципалітетами Кабрілс, Орріус, Прамія-да-Мар і Біласа-да-Мар. Він розташований приблизно в десяти кілометрах від Матаро, столиці регіону, і близько двадцяти кілометрів від Барселони. У 1980-х роках офіційною назвою стала каталонська форма.

## Населення
8961 осіб в 2017 році.

## Географія
Муніципалітет має розширення в основному гірської місцевості з кількома вершинами Сьєрра-де-ла-Маріна, такими як Turó d'en Cases (розділяє Premiá de Dalt і Vilasar de Dalt), Turó d'en Banus або Turó d' uk Дуб.
Саме місто розташоване в найнижчій частині муніципальної території, найближче до моря, хоча серед лісу все ще є деякі будинки та старі ферми.

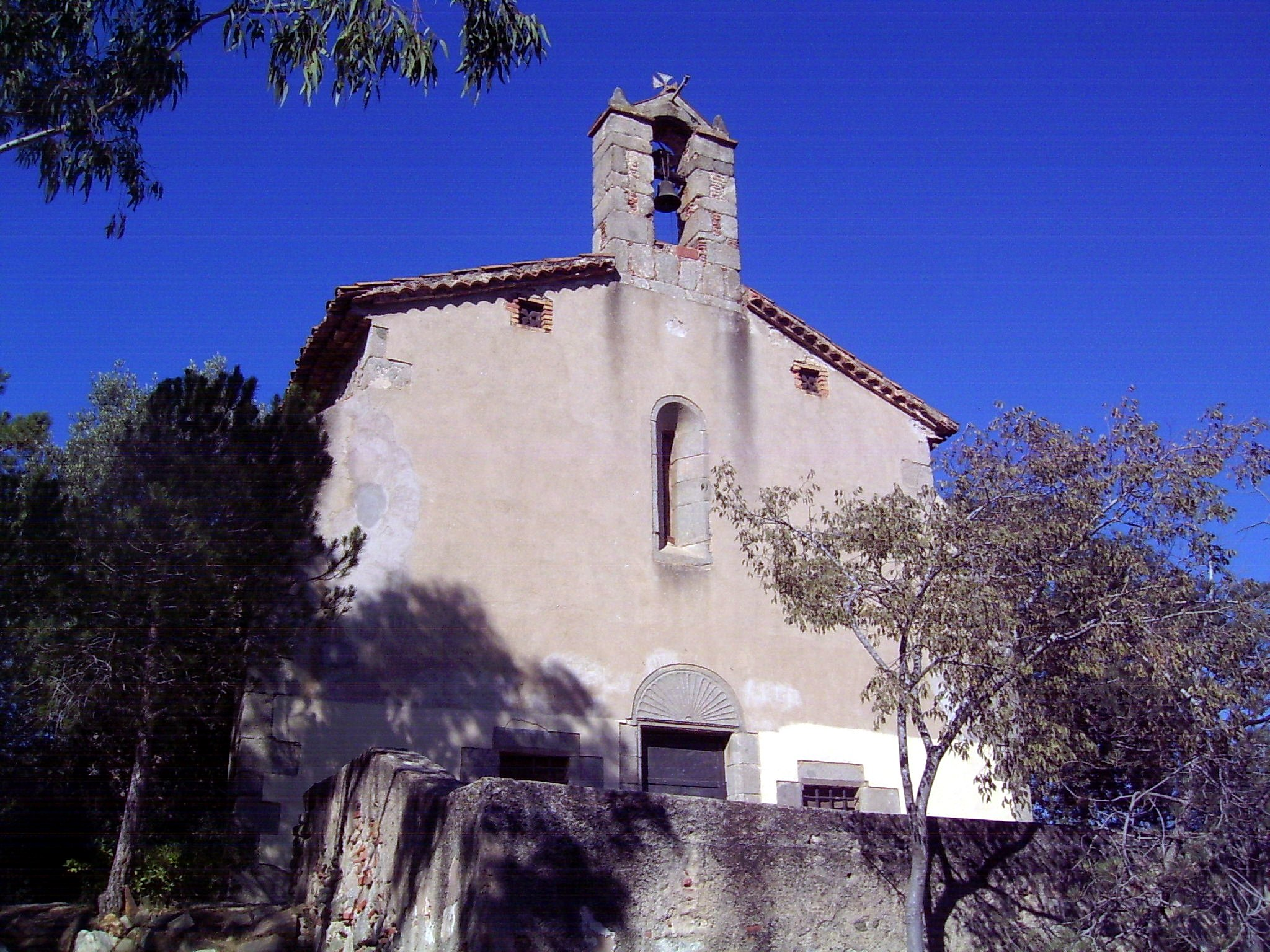
Ермітаж Сан-Себастьяна